# エアバスA319
エアバスA319
オーストリア航空のエアバスA319
- 用途：旅客機
- 分類：ナローボディ機（単通路機）
- 設計者：エアバス
- 製造者：エアバス
- 運用者（2018年7月現在の運用数上位10位）[1]
  - アメリカン航空
  - イージージェット
  - ユナイテッド航空
  - デルタ航空
  - ブリティッシュ・エアウェイズ
  - ユーロウイングス
  - イージージェット・ヨーロッパ（英語版）
  - エールフランス
  - 中国国際航空
  - アレジアント・エア
  - スピリット航空
- 初飛行：1995年8月25日
- 生産数：1,475機（2018年時点）
- 運用開始：1996年5月
- 運用状況：現役

エアバスA319（Airbus A319）はヨーロッパのエアバス社が開発・製造している双発ジェット旅客機である。エアバスのナローボディ機（単通路機）であるエアバスA320ファミリーの1つであり、A320の短胴型である。
A319は大きく2世代に分けることができ、第一世代はA319ceo、次世代型はA319neoと呼ばれる。A319ceoは、1993年に開発が正式に決定し、1996年5月にスイス航空によって路線就航を開始した。A319をベースとしたビジネスジェット機「ACJ319」も開発され、1999年に初納入が始まった。2010年には、A320ファミリーのエンジンを一新したA320neoファミリーの開発が決定し、同ファミリーの短胴型としてA319neoが開発されている。A319neoは2017年2月に初飛行し、翌年12月に最初の型式証明を取得している。
A319の機体は胴体長以外は可能な限りA320と共通化されている。主翼は低翼配置の片持ち翼で、尾翼は通常配置、降着装置は前輪配置、左右の主翼下にパイロンを介してターボファンエンジンを1発ずつ装備する。全長は33.84メートル、全高は11.76メートル、全幅は最大仕様で35.80メートルである。飛行システムもA320ファミリーと共通化されており、操縦資格もファミリー機で共通である。標準座席数はA319ceoが110から140席、A319neoが120から150席である。
2018年7月時点の統計によると、民間航空会社108社で1,297機が運用されている。運用数の内訳は、欧州と南北アメリカの航空会社で概ね500機ずつ、アジア・太平洋地域の航空会社で約250機、アフリカ・中東地域で40機程となっている。また、A319のビジネスジェット仕様であるACJ319は、民間のビジネス用途や軍用の要人輸送機として運用されている。
2019年8月までに、A319に関する機体損失事故は3件発生しているものの、死者を伴う事故や事件は発生していない。

## 沿革

### 開発の背景
米国の航空機メーカーに対抗するため、欧州の航空機メーカーは1970年12月に企業連合「エアバス・インダストリー」（以下、エアバス）を設立した。エアバスは、世界初の双通路（ワイドボディ）双発ジェット旅客機であるA300を開発し、発展型を開発しつつ販売を軌道に乗せた。続いて製品ラインナップの拡充を目指し、単通路機（ナローボディ機）市場への進出を決めた。ボーイングやマクドネル・ダグラスのように既存の単通路機を持っていなかったエアバスは、後発の不利を逆手に取り、当時の最新技術を積極的に取り入れた新設計機を開発することとした。機体価格が少々高くなっても、安全性や信頼性、経済性で高評価を得ることで市場に浸透しようという考えであった。

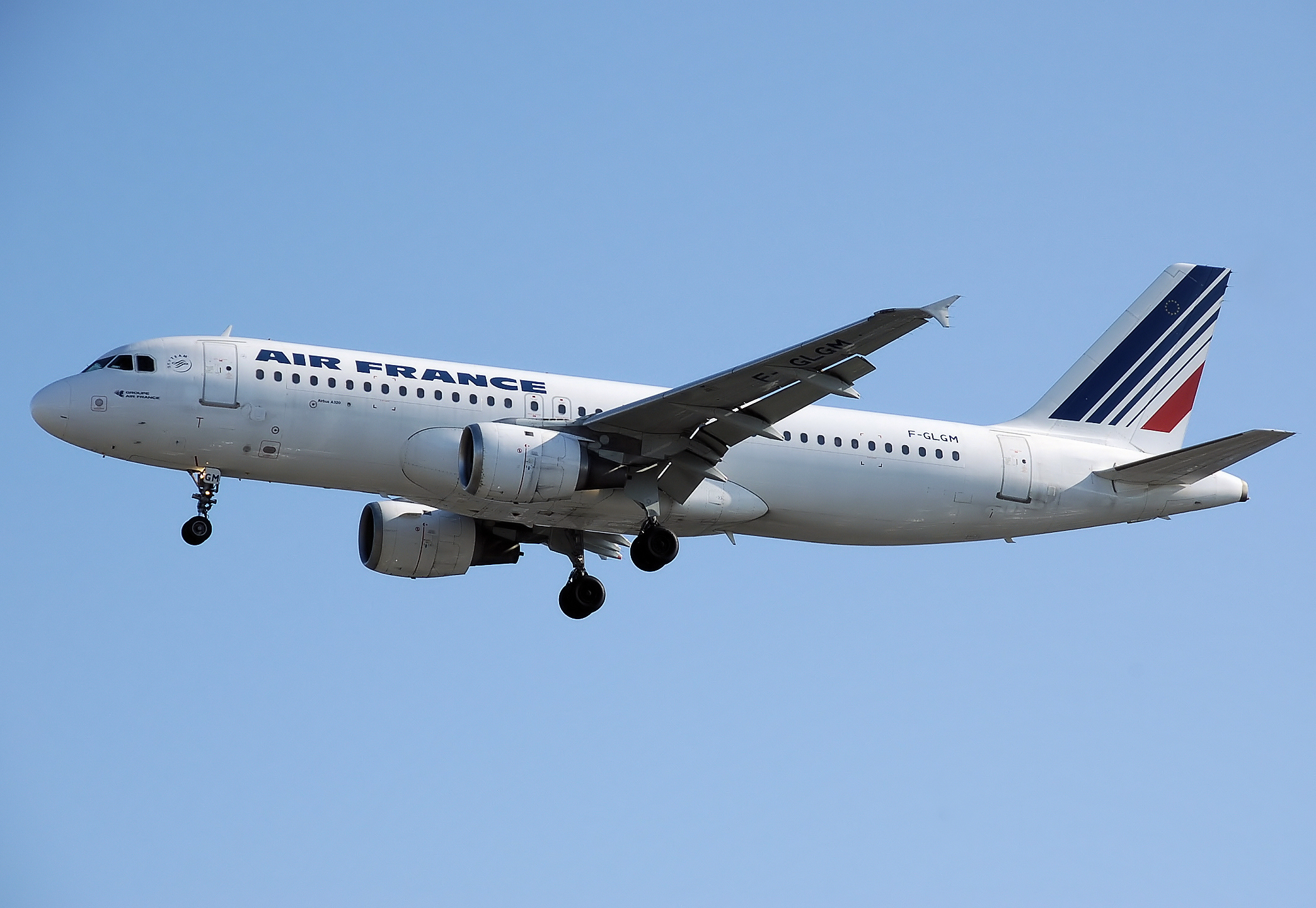
完全新規開発で単通路機市場に参入したエアバスA320。

この新型機の機体サイズについて検討を重ねた結果、標準座席数は2クラス編成で150席と決まり、1984年3月にA320と命名され正式に開発が始まった。双通路機（ワイドボディ機）も含むエアバス機全体での操縦資格の共通化を目指し、A320では操縦系統に全面的なフライ・バイ・ワイヤ技術が採用された。同規模の旅客機の中で最も太い断面の胴体を持ち、大型の貨物室扉を備えたことで、航空貨物コンテナの搭載も可能となった。A320は1988年2月に型式証明を取得し、翌月に顧客引き渡しが始まった。
エアバスはA320の開発を進めつつ、1987年には派生型の研究に着手していた。A320を基本として胴体延長型と短縮型が検討され、まず胴体延長型のA321を開発することになった。A321は1989年11月に開発が決定し、1993年3月に初飛行、同年中に型式証明を取得して翌年3月に商業運航が始まった。
A321の開発と並行してエアバスは短胴型の研究も進めていたが、エアバス構成企業の一部は、A320より一回り小さい旅客機を独自開発することを模索しており、これはエアバスにとって好ましくない動きだった。このような状況において、エアバスが自らA320の短胴型を開発することは、コンソーシアム参加企業の結束を維持するという意義もあった。
短胴型はA320の胴体から合計7フレームを取り除く機体案となり、A320マイナス7と呼ばれた。標準客席数は2クラス構成で124席とされた。この短胴型はA319と名付けられ、1992年5月1日のエアバスの取締役会において販売活動を開始することが承認された。
しかし、ここから正式な開発決定まで約1年を要した。主に最終組立をどこで行うかを巡って、コンソーシアムを構成する各国政府や企業間で対立が続いたためである。最終的にA319の最終組立はA321と同じくドイツで行い、A320は従来通りフランスで最終組立を行うことで決着した。そうして1993年6月10日にパリ航空ショーの場において、A319の正式開発が発表された。航空機リース会社のインターナショナル・リース・ファイナンス (ILFC) がA319のローンチカスタマーとなった。

### 設計の過程

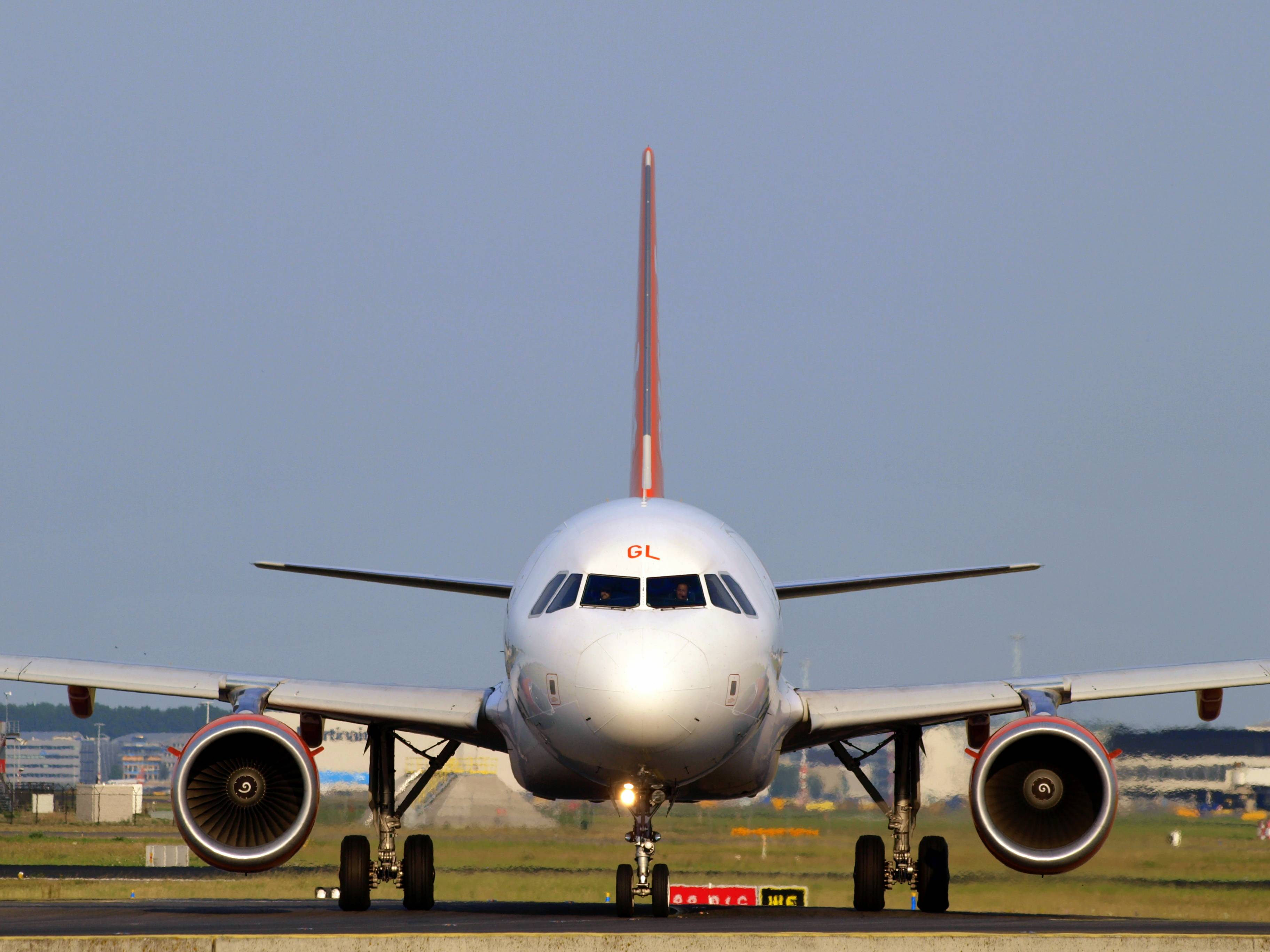
正面から見たA319。胴体断面の設計はA320と共通である。

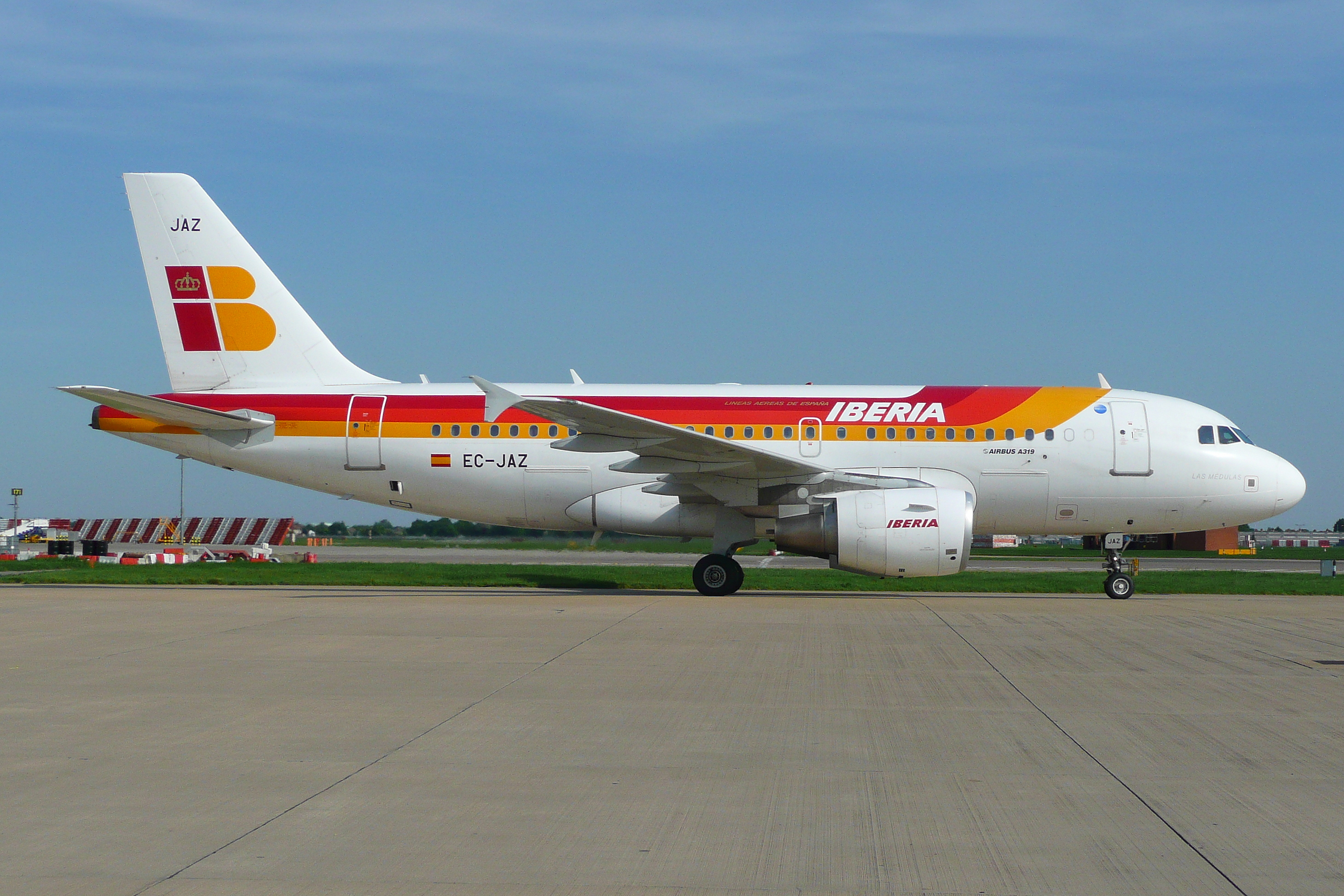
右側面から見たA319。

当初構想どおり、A319の胴体はA320のものから7フレーム短縮された。短縮量は主翼の前で3フレーム（1.60m）、後ろで4フレーム（2.13m）であった。胴体短縮に合わせて、A320では最後部にあったバルク貨物扉が除去され、ばら積み貨物はコンテナ用貨物扉から積み下ろしすることになった。座席数の減少に合わせて、主翼上の非常口が1つに減らされた。
原型となるA320が設計されてから10年余りが経過しており、エアバスはA319に新たな改良を加えるべきか検討した。顧客となる航空会社に意見を求めたところ、「何もしないことが最善」という結論に至った。したがってA319は可能な限りA320と共通化された。主翼もコックピットもA320と同一であり、尾翼を含めた尾部構造や降着装置も何も変更されなかった。
エンジンについてもA320やA321と同じくCFMインターナショナル（以下、CFMI）社のCFM56と、インターナショナル・エアロ・エンジンズ（以下、IAE）社のV2500が設定された。小型化されたA319に合わせて両エンジンとも推力抑制型が用意された。それぞれのエンジンは基本的な構成などは標準推力型と同じであり、専用の部品や工具なども不要とされた。

### 生産と試験
A319の生産はA320と同様に国際分業体制で行われた。胴体はドイツのDASA社とフランスのアエロスパシアル社、主翼はイギリスのBAe社、垂直尾翼はスペインのCASA社、水平尾翼はDASA社が担当した。A319の最終組み立てはドイツ・ハンブルクのDASA社の工場で行われ、長胴型のA321と同じ設備で混流生産された。
A319の初号機はCFM56エンジン装備型で、1995年8月25日に初飛行した。初号機と2号機の2機により合計約500時間の飛行試験が行われ、1996年4月10日に欧州の合同航空当局 (Joint Aviation Authorities; JAA) から型式証明が交付された。合わせてA319はエアバス機として初めて、当初からカテゴリーIIIの自動着陸が認められた。
この後、初号機と2号機はエンジンをV2500に換装し、同エンジンによる初飛行は同年5月22日に行われた。この2機で飛行試験を行い、その年の12月18日にV2500仕様についてもJAAから型式証明を取得した。

### 就航開始

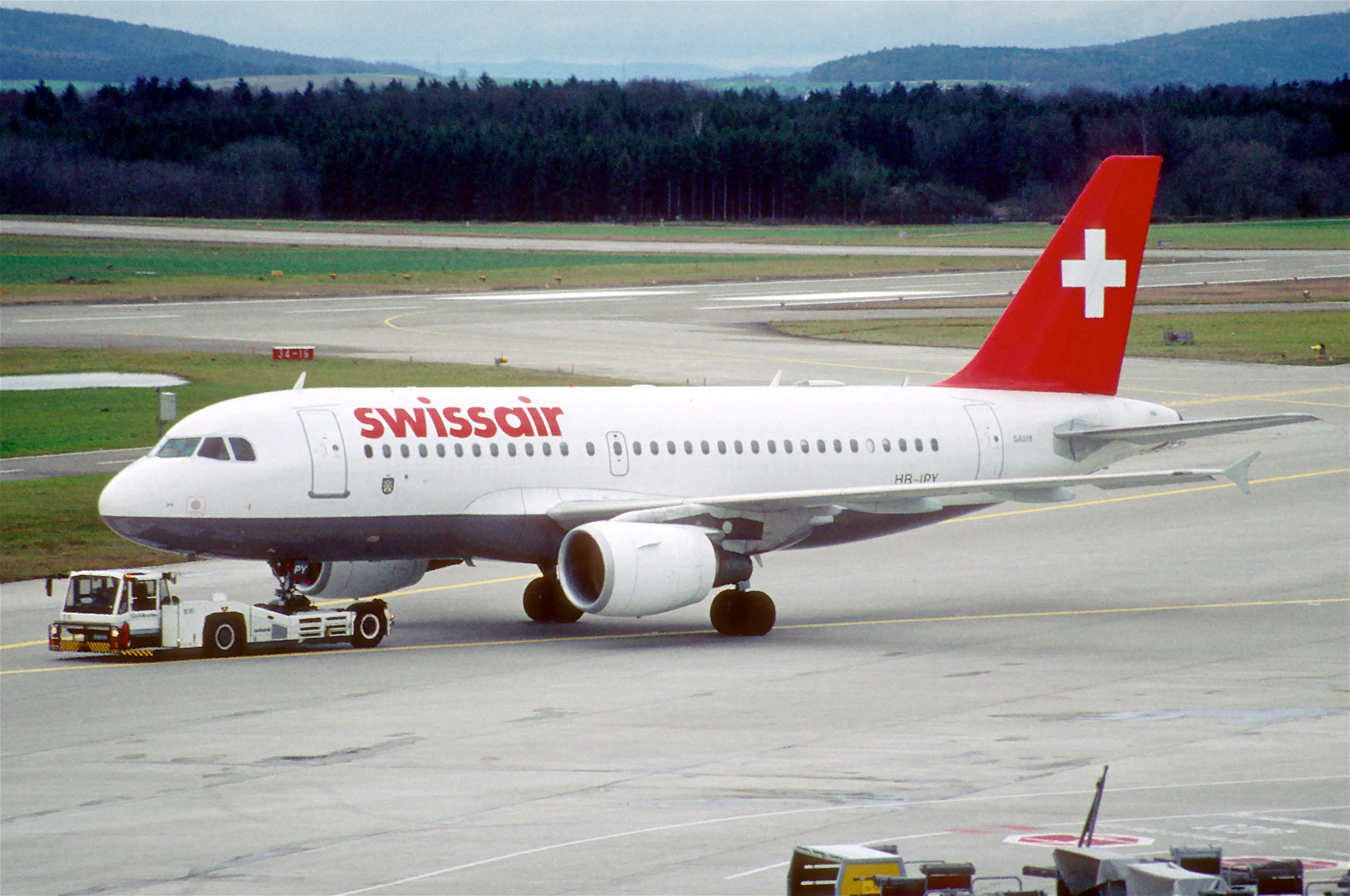
A319はスイス航空によって商業運航を開始した。

1996年4月30日、A319の初引き渡しがスイス航空に対して行われた。翌月にスイス航空はA319の路線就航を開始し、チューリッヒとドイツやスウェーデンの諸都市を結ぶ路線に投入した。続いて同年8月までにフランスのエールアンテール、ドイツのルフトハンザドイツ航空へも納入が始まった。
初飛行を行った1995年8月時点の集計によると、5社から計81機の確定受注を得ていた。この時点では、A320ファミリーを導入済みの航空会社からの発注が大半であった。A319の発注者のうちルフトハンザ、エールアンテール、スイス航空らはA320ファミリーの全機種を発注していた。航空会社によると、A320ファミリー間の操縦資格の共通性が、A319発注の決め手の一つとなっていた。また、エアバスは航空会社に対し、A320ファミリー内であれば発注機種を変更しても良いという契約を提示していた。

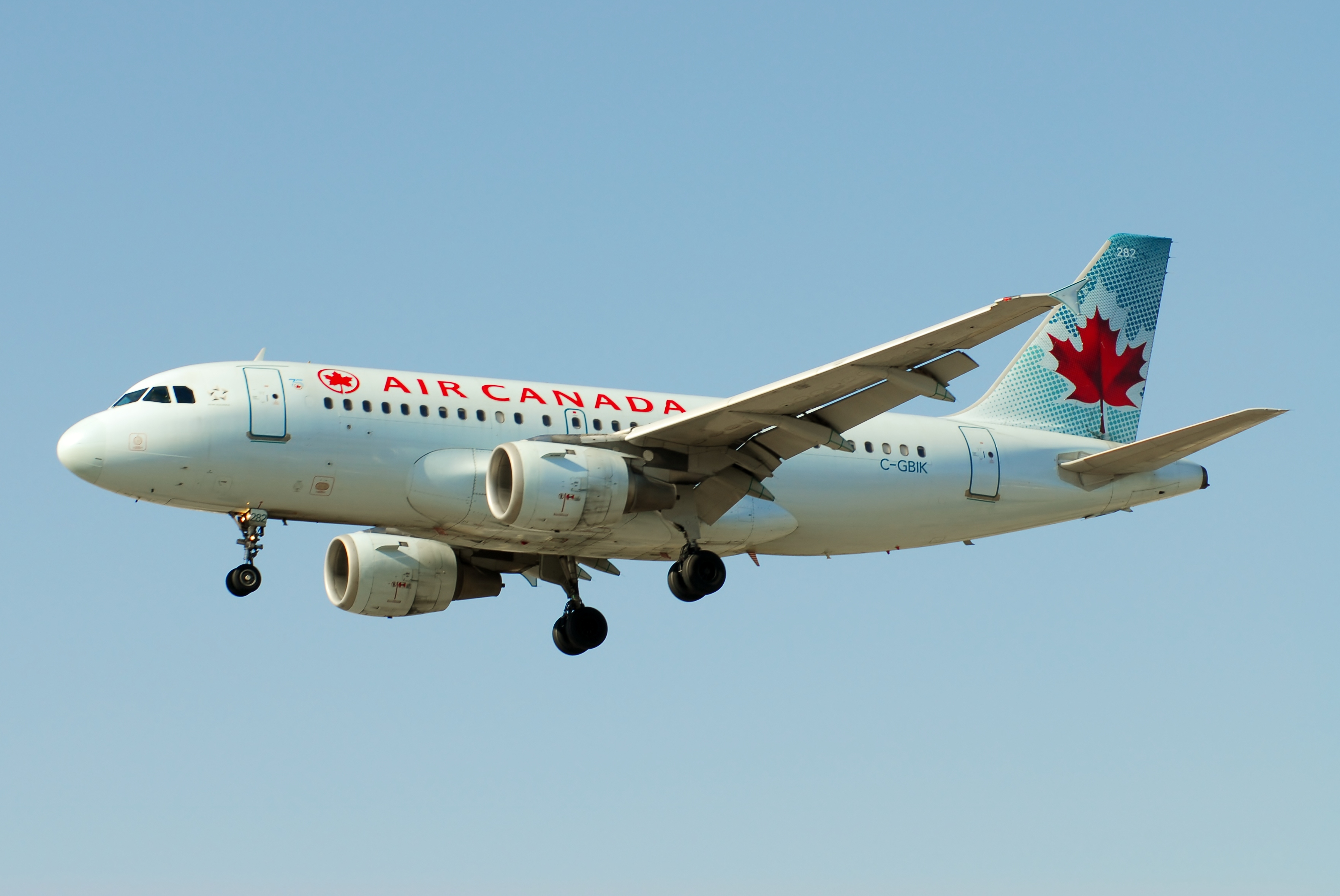
エアカナダのA319。同社は北米で最初の運用者となった。

1996年12月にはエアカナダへ引き渡しが始まり、A319は北米の航空会社への納入も果たした。この頃エアバスは納期短縮に取り組んでおり、エアカナダへの初号機は、納期9か月での納入を達成した最初のエアバス機となった。

### ビジネスジェット仕様の開発
就航開始から約1年後となる1997年6月のパリ航空ショーにて、エアバスはA319をベースとしたビジネスジェットを開発すると発表した。ビジネス機にも長距離航続性能が求められる時代になり、長時間飛行を快適に過ごすためには機内の居住性が重要となる。そこで、旅客機をベースにビジネス機を開発することで、高い居住性を実現するという考えが生まれたのである。同様の考え方で、ボーイングは次世代737をベースとしたボーイング・ビジネス・ジェット (BBJ) を先行して開発していた。
エアバスは同社のビジネス機シリーズを「エアバス・コーポレート・ジェット」 (ACJ) と名付け、A319ベースの機体はA319CJあるいはACJ319と呼ばれた。ACJの初号機は、1998年11月12日に初飛行に成功し翌年1月7日に最初の顧客へ納入された。
ACJ319には床下貨物室に設置できる燃料タンク (ACT) がオプション設定されており、燃料搭載量を増やして航続距離を延長できる。1999年6月には、チリのサンティアゴからフランスのパリまでの12,825キロメートル、所要時間15時間10分を無着陸で飛行した。

### その後の改良
旅客型についてもACJ319と同様に追加燃料タンクを搭載し、航続距離を延長した派生型が開発された。長距離型ということでA319LR (long range) と名付けられ、カタール航空とスイスのプライベートエアからの発注を受けて2003年2月に正式に開発を開始した。A319LRは同年中に路線就航を開始し、カタール航空はドーハを中心とした路線に投入した。プライベートエアのA319LRは全席がビジネスクラスで、ルフトハンザ航空からの受託によりドイツと米国を結ぶ大西洋横断路線に投入された。
また、エアバスはA320ファミリーに対して各種改良を加えており、2009年11月15日には、従来の主翼にあったウイング・チップ・フェンスに代えて新しい翼端装置の採用が発表された。「シャークレット」と名付けられた新しい翼端は、上に折り曲げたような形状で2.4メートルの高さがある。従来の鏃状のウイング・チップ・フェンスよりも燃費性能が向上することで、航続距離の延長が可能となる改良であった。A319のシャークレット装備型は、2013年7月23日にアメリカン航空に対して初納入された。

### A319neoの開発

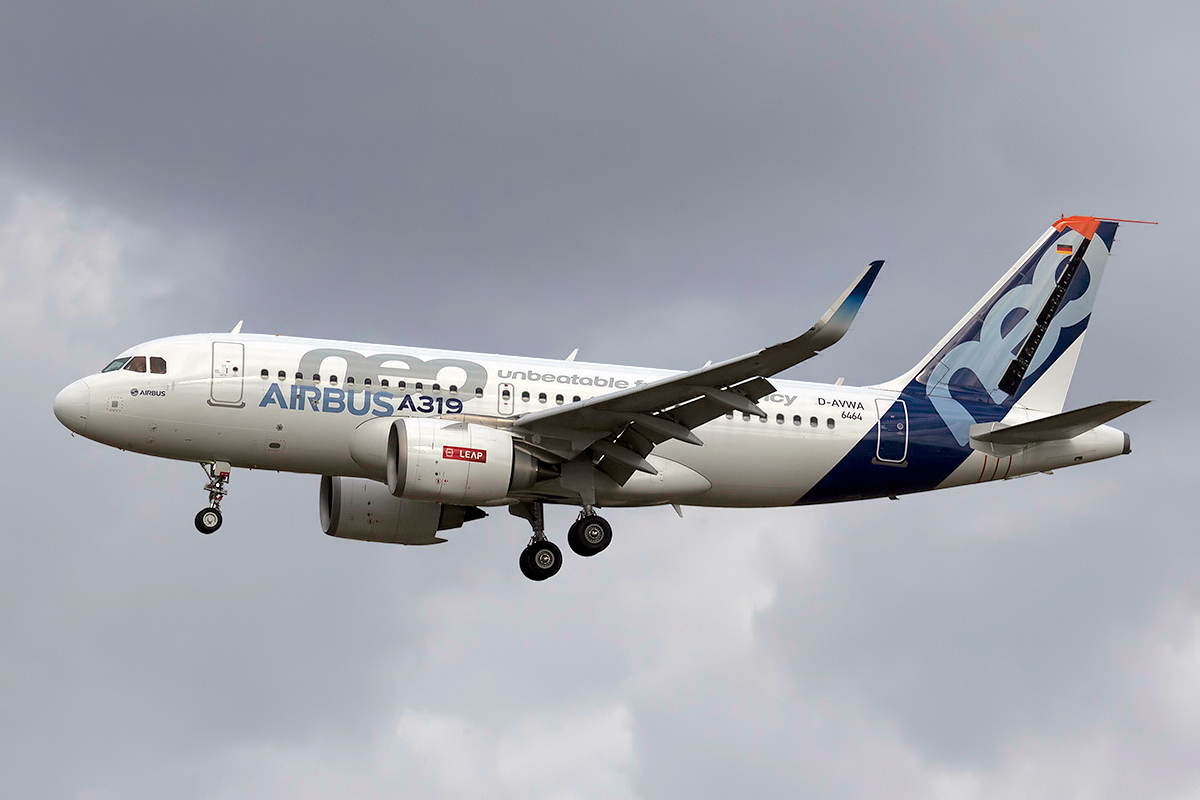
試験飛行中のA319neo。

単通路機市場の発達とともに、航空会社はより長距離路線に単通路機を投入することを望むようになった。A320ファミリーの改良を続けつつ後継機の研究を行ってきたエアバスは、2010年12月1日、エンジンを一新した次世代A320neoファミリーの開発を発表した。「neo」は「New Engine Option」の頭字語と「新しい」という意味のギリシャ語「neo」をかけたものである。その名の通り新型エンジンを装備することで、燃費性能や航続力を向上させる機体である。A320ファミリーのうちneoに移行されるのはA321、A320、A319の3機種とされた。最も短胴型のA318は、将来需要が見込めなかったことからneoの開発は見送られた。neoの登場に伴い、既存のA320ファミリーはA320ceo（Current Engine Option; 現行エンジン選択型の意）と呼ばれ区別されることとなった。
A320neoファミリーのエンジンとして、CFMI社のLEAP-1Aと、プラット・アンド・ホイットニー（以下P&W）社のPW1100G-JMが選定され、A319neoにも両シリーズのエンジンが設定された。
A320neoファミリーの中ではA319neoが最後に開発された。A319neoの初号機はLEAP-1Aエンジン仕様で、2017年3月31日に初飛行に成功した。初飛行ではハンブルクを離陸後、5時間の飛行を経てフランスのトゥールーズに着陸した。トゥールーズを拠点に500時間を超える試験飛行が行われ、2018年12月にLEAP-1A装備型のA319neoの型式証明が交付された。
その後、A319neo初号機のエンジンはPW1100に換装された。2019年4月25日にPW1100エンジンでの初飛行に成功し、試験飛行を開始している。
この間、2015年5月19日にはビジネスジェット仕様の「ACJ320neoファミリー」の開発も発表され、ACJ319neoについても2016年4月11日に初受注を獲得している。

### A220の買収の影響
この間、エアバスはカナダのボンバルディア社との提携を決めた。ボンバルディア社は座席数でA319と競合する旅客機「Cシリーズ」を開発していたが、開発費の高騰により資金不足に陥った。エアバスとボンバルディアの交渉がまとまり、2018年7月1日、エアバスはCシリーズの事業会社に出資して過半数の株式を取得した。同時にCシリーズは「A220」と改称され、エアバスの製品群に加えられた 。これによりエアバスのラインナップにおいてA319とA220が競合することになったが、エアバスでは両機を併売する利点があるとしてA319の販売を継続している。

### A319neoの受注
2017年の初飛行以降、受注を受けることのできない状況が続いていたが、2022年2月にローンチカスタマーである中国南方航空に初納入された。またアメリカのスピリット航空からも受注を獲得している。

## 機体

### シリーズ構成
A319シリーズは第一世代のA319ceoと、エンジンを換装した次世代型のA319neoに大きく分けられる。A319をベース機としたビジネスジェット仕様があり、ACJ319あるいはA319CJと呼ばれる。このほかに対潜哨戒機に改造するA319 MPAの構想もあったが実現していない。以下、特に断りがないものはA319シリーズ共通の仕様である。

### 形状・構造

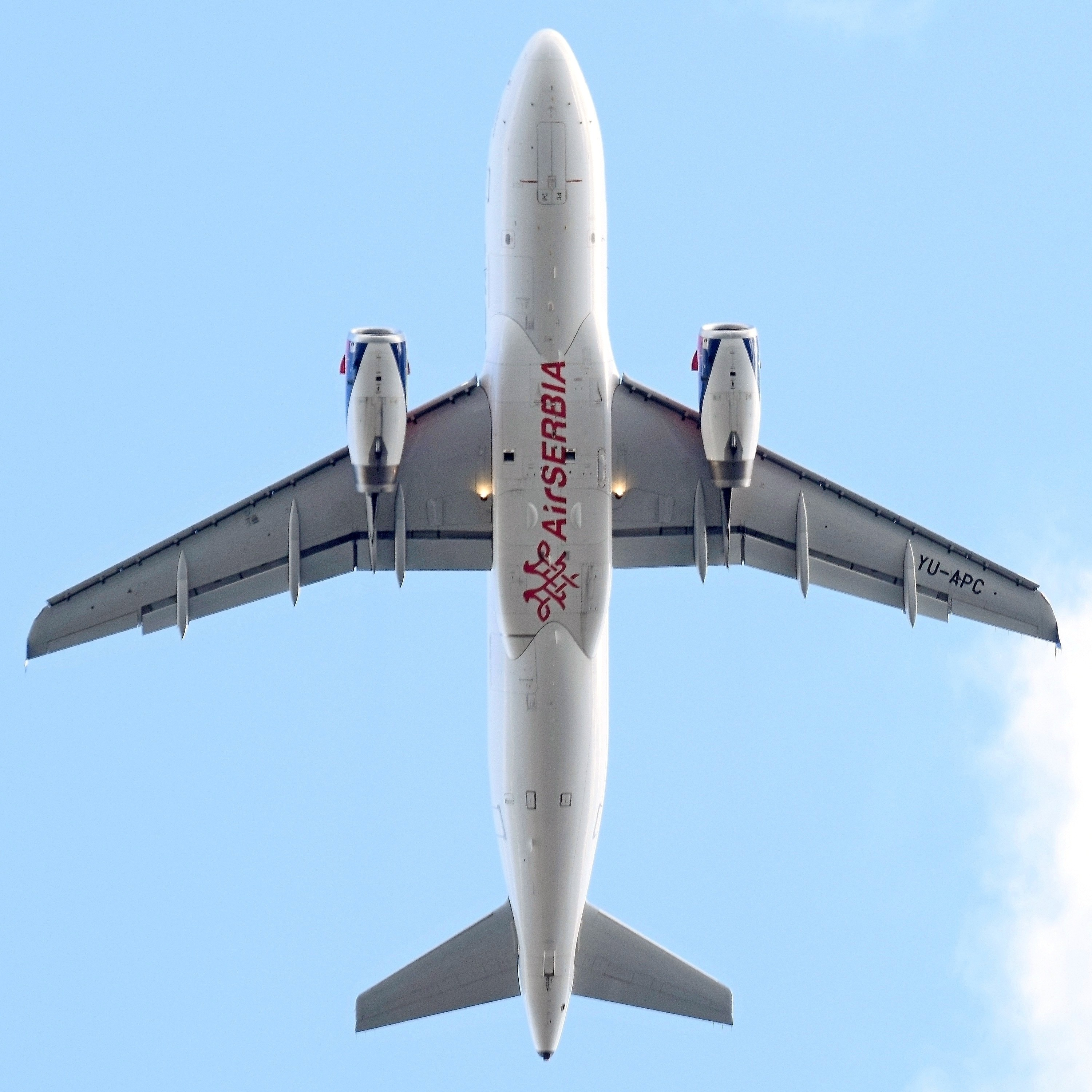
下面から見たA319。胴体長以外は可能な限りA320と共通化された。

A319は片持ち翼の主翼を低翼に配置した単葉機である。全長は33.84メートル、全高は11.76メートル、全幅はウイング・チップ・フェンス装備型が34.10メートルでシャークレット装備型が35.80メートルである。左右の主翼下に1発ずつターボファンエンジンを備える。尾翼は通常配置で、垂直尾翼と水平尾翼はともに胴体尾部に直接取り付けられている。降着装置は前輪式配置で機首部に前脚、左右の主翼の付け根に主脚がある。降着装置は引き込み式で、前脚は2輪式、主脚も左右それぞれ2輪式である。
A319の主翼はA320のものと同一である。主翼はテーパーがついた後退翼で、25パーセント翼弦での後退角は25度、アスペクト比は9.4、翼面積は122.6平方メートルである。
主翼には高揚力装置として前縁にスラット、後縁にファウラー・フラップを備える。スラットは片翼あたり5枚で、ほぼ全幅にわたり配置されている。エンジン・パイロンの付け根を境にフラップは内翼と外翼に2分割されており、その外側に補助翼がある。主翼上面には片翼あたり5枚のスポイラーがある。スポイラーはロール操縦にも用いられる。
翼端装置として誘導抵抗を減らす効果のあるウイング・チップ・フェンスまたはシャークレットを備える。ウイング・チップ・フェンスは鏃状の整流板で、シャークレットはウイングレットのように翼端を上に曲げた形状を有する。開発当初はウイング・チップ・フェンスが標準装備であったが、のちにシャークレット仕様が開発され、A319neoではシャークレットが標準装備となった。また、既存の機体にシャークレットを後付けすることも可能である。
胴体断面はA320と共通設計であり、外寸は幅は3.95メートル、高さが4.14メートルである。胴体長は全長に等しく33.84メートルである。A320に対して主翼の前側で4フレーム（2.13メートル）、後ろ側で3フレーム（1.60メートル）短縮されている。
尾翼を含めた尾部構造もA320と完全に共通である。水平尾翼は水平安定板と昇降舵、垂直尾翼は垂直安定板と方向舵で構成される。
A320と同様に複合材料が採用され、尾翼の主構造材や外装のほか、主翼の前縁、スポイラー、フラップレールのフェアリング、降着装置扉などに利用されている。

### エンジン
A319ceoのエンジンは、A320ceoと同様にCFMI社のCFM56と、IAE社のV2500から選択でき、両シリーズの推力抑制型が設定されている。エンジンの制御もA320と同様にデジタル式のFADEC (Full Authority Digital Engine Control) で行われる。
A319neoのエンジンは、A320neoファミリーと同じくCFMI社のLEAP-1AおよびP&W社のPW1100G-JMが設定されている。このうちLEAP-1Aエンジン仕様は型式証明を取得済みで、PW1100仕様については2019年時点において型式証明に向けた試験飛行中である。

### 飛行システム

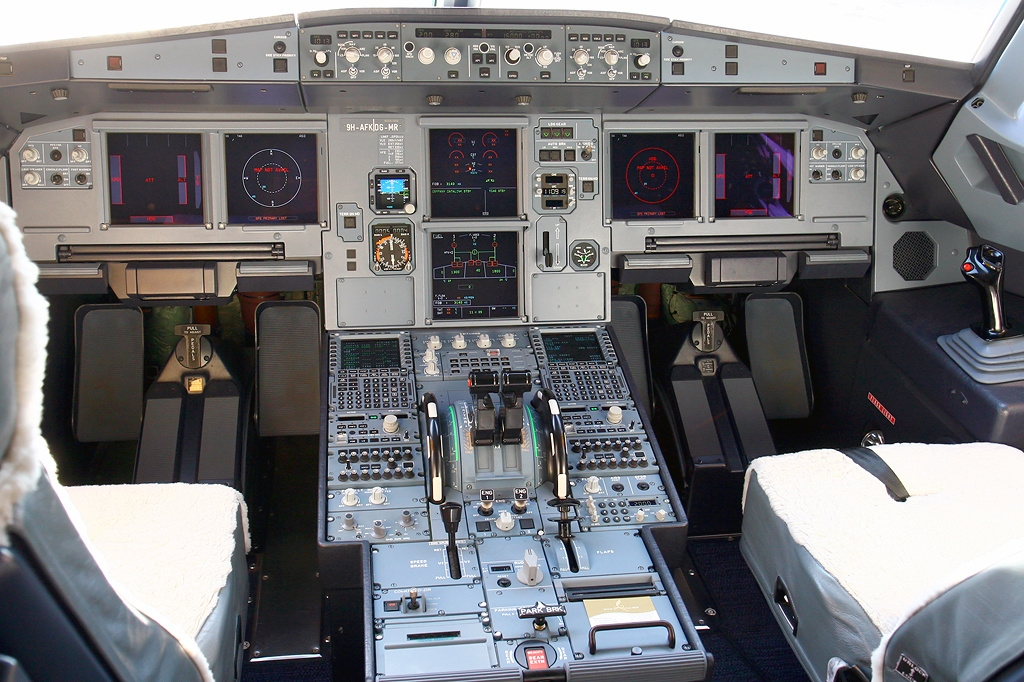
A319のコックピット。

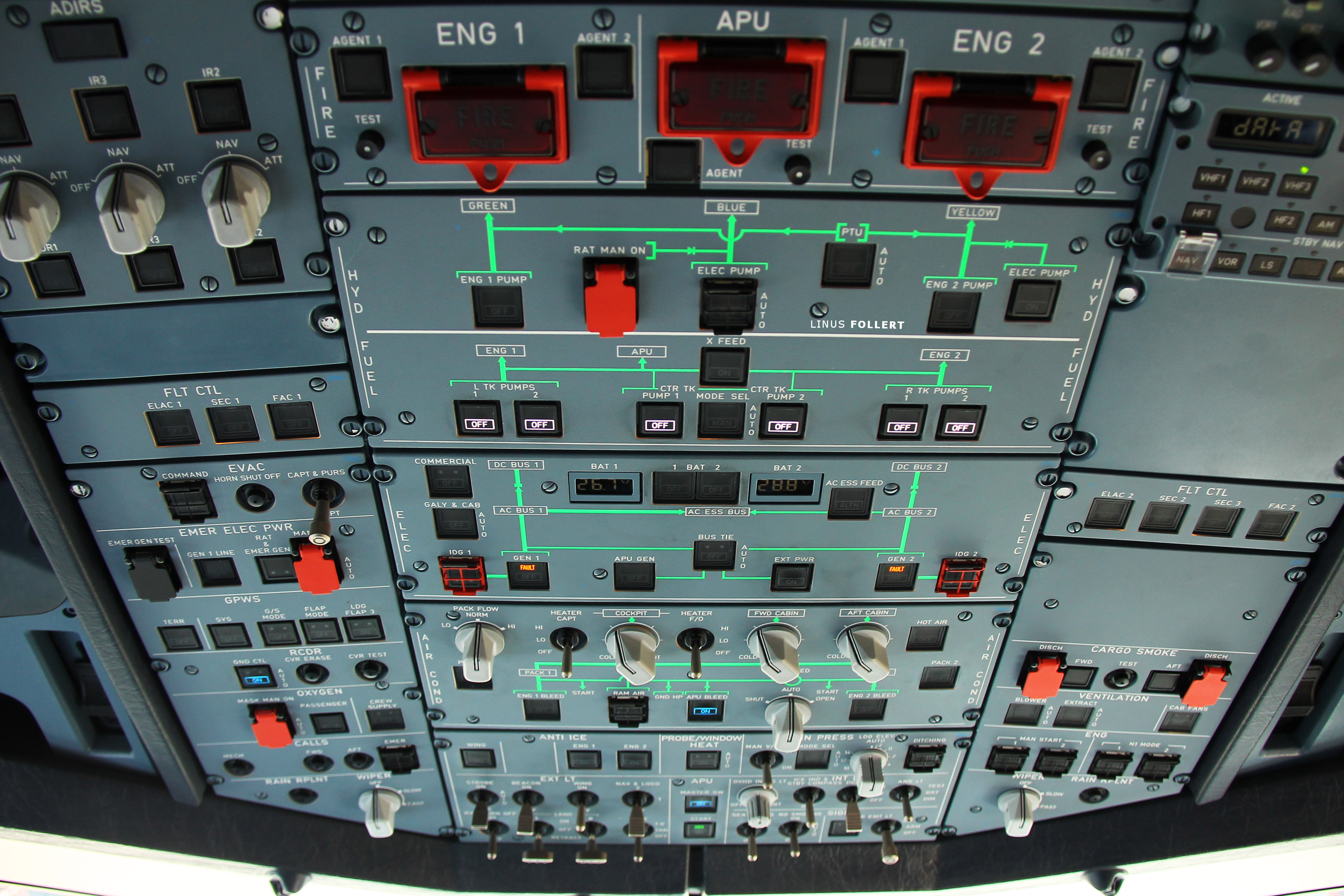
コックピット天井部に設けられたオーバーヘッドパネル。

運航に必要な操縦士は機長と副操縦士の2名である。
操縦システムはA320と同一で、フライ・バイ・ワイヤ技術が全面的に用いられている。方向舵や昇降舵、補助翼、高揚力装置、スポイラーの操作は電気信号を介して油圧アクチュエータを駆動することで行われる。水平尾翼と垂直尾翼のトリム操作は、電気信号による制御も行われるが、バックアップとして機械的な操縦系も備えている。制御用のコンピュータは複数搭載され、システムは冗長化されている。
コックピットのレイアウトはA320と同一で、左右の操縦席に各2枚、中央に2枚の計6枚のカラーディスプレイを備える。ディスプレイには当初はブラウン管が用いられたが、技術革新にともない液晶ディスプレイに置き換えられた。操縦輪はなくサイドスティックで操縦を行う。操縦資格はA320ファミリー共通のものである。同時にエアバスの相互乗員資格 (Cross Crew Qualification; CCQ) の対象でもあることから、CCQ対象となるエアバス機との間であれば、短時間の訓練で他機種の資格を取得することが可能である。

### 客室・貨物室

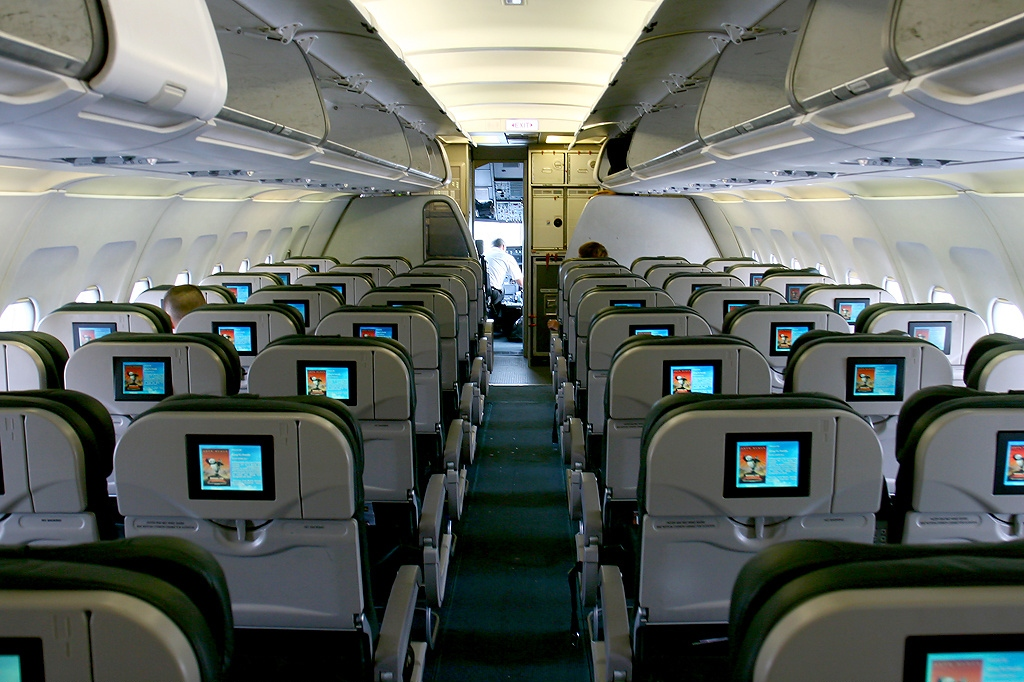
フロンティア航空のA319の客室。

操縦席を除いた客室全長は23.77メートルである。標準座席数は2クラス編成で124席、最大定員は160席である。客室には中央に1本の通路があり、エコノミークラスの座席配置は通路を挟んで3-3席の6アブレスト、上級クラスでは2-2席の4アブレストである。座席の頭上には、手荷物を収容するオーバーヘッド・ストウェッジが備わる。通常の内装よりも座席幅を詰めて通路幅を広げた内装案も用意されている。
客室の扉配置は左右対称である。乗降用ドアおよびサービスドアが客室最前方と最後方に1組ずつある。緊急脱出口として主翼上にタイプIII扉があり、片側あたり標準で1枚、オプションで2枚設置することが可能である。
床下の貨物室は主翼を挟んで前後に2区画に分かれている。各貨物室にはLD-3-46W航空貨物コンテナを2個ずつ搭載できる。LD-3-46/-46Wコンテナは、大型機用のLD-3コンテナと同じ幅で、単通路機用に高さを低くしたものであり、そのまま大型機へ搭載することも可能である。後部貨物室の最後尾には、ばら積み貨物用のスペースも設けられている。
各貨物室の扉は外開きで、右舷に1か所ずつある。この扉は開口部の高さが1.24メートル、幅が1.82メートルで、LD-3-46Wコンテナを通すことができる。ばら積み貨物スペースは、後部の貨物扉からアクセスする。

## ACJ319
ACJ319は、A319をベースとしたビジネスジェット機である
。機体自体はA319と同じで内装をビジネス機仕様としたものであり、ACJ319から旅客機仕様に転換することも可能である。このことは、中古機の再販売に有利であるとエアバスは説明している。また、パイロットの資格も相互乗員資格 (CCQ) の対象に含まれることから短期間の訓練で資格取得が可能である。
ACJ319は、ガルフストリームやボンバルディア製の純粋なビジネスジェットはもとより、ボーイング・ビジネス・ジェット (BBJ) よりも広い機内空間を有する。ACJ319では仕様により、8席から50席程度を設けることができる。エアバスは、ACJの内装を提供するメーカーを複数用意しており、顧客の細かい要望に応えられるようにしている。
床下貨物室には「追加中央タンク」(ACT) と呼ばれる燃料タンクを搭載できる。ACTは航空貨物コンテナと同形状で、ACJ319には最大7個まで追加できる。ACTにより燃料搭載量が増えることで、航続距離性能が強化される。航続距離は搭乗者数や貨物にもよるが、最大離陸重量が75.5トンで乗客40人の場合に7,800キロメートルである。条件によっては、1万キロメートル以上の飛行も可能であり、東京からヨーロッパの主要都市までの直行もできる。

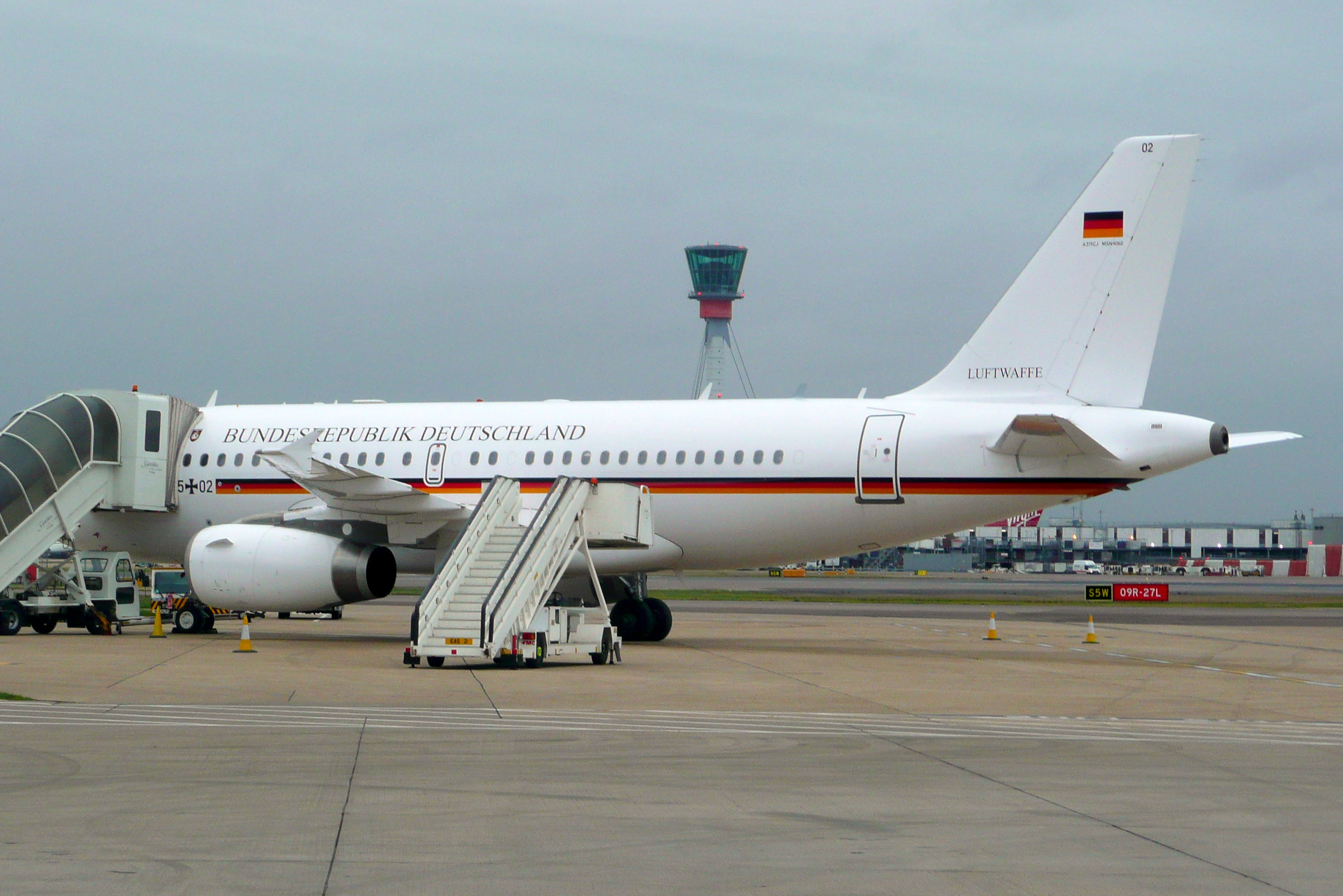
ドイツ空軍が運用する政府専用機のACJ319。

ACJ319は民間用途のほか、軍用の要人輸送機としても採用されている。要人輸送機としてACJ319の運用実績があるのはフランス空軍やイタリア空軍、ベネズエラ空軍、ウクライナ政府専用機として運用されている。
A319neoをベースとしたACJ319neoも受注を得て開発が進んでいる。ACJ319neoの標準仕様では、座席数が8席、航続距離は1万2500キロメートルである。

## 運用

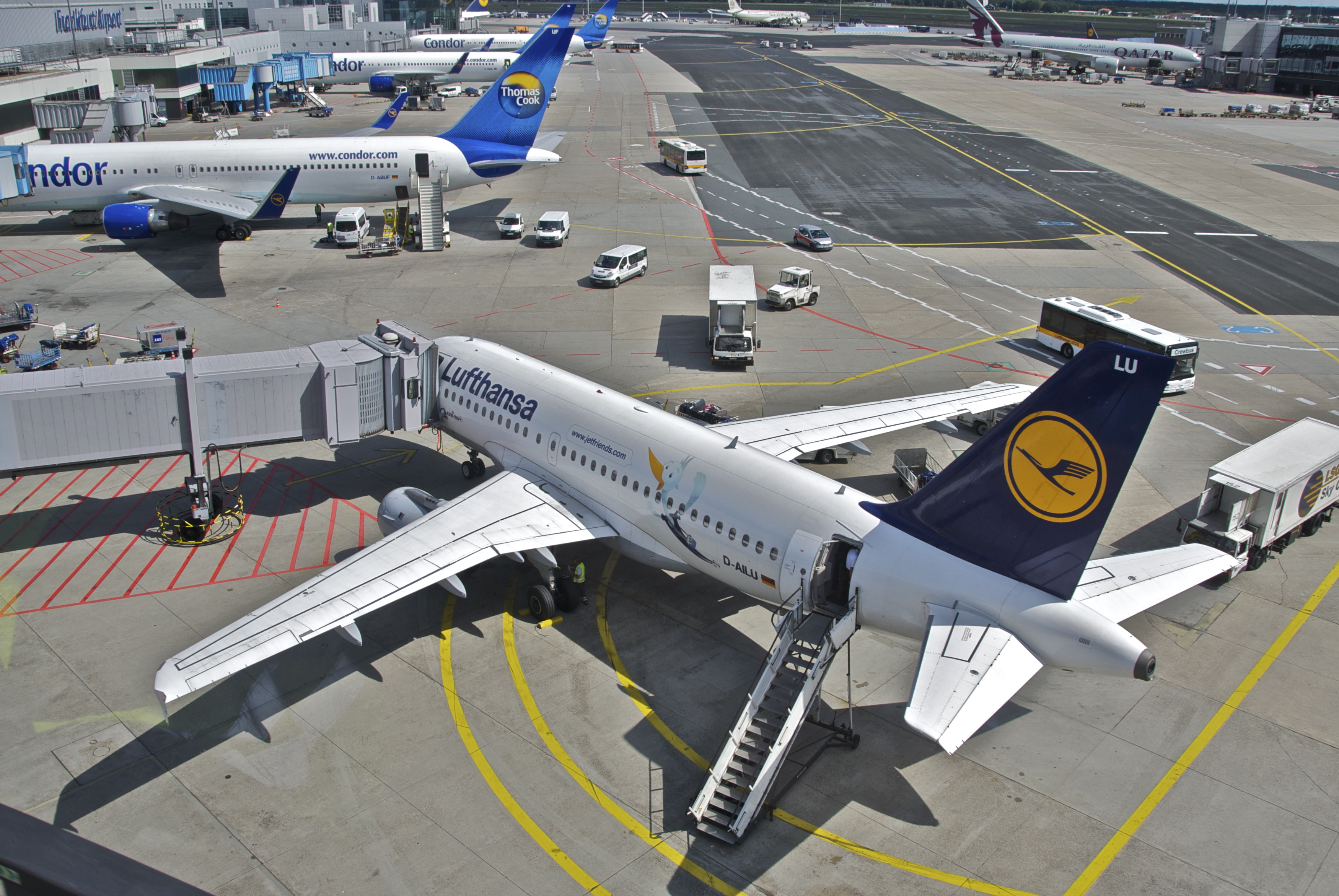
駐機中のA319。前方ドアにボーディング・ブリッジが、後方ドアにタラップが接続されている。

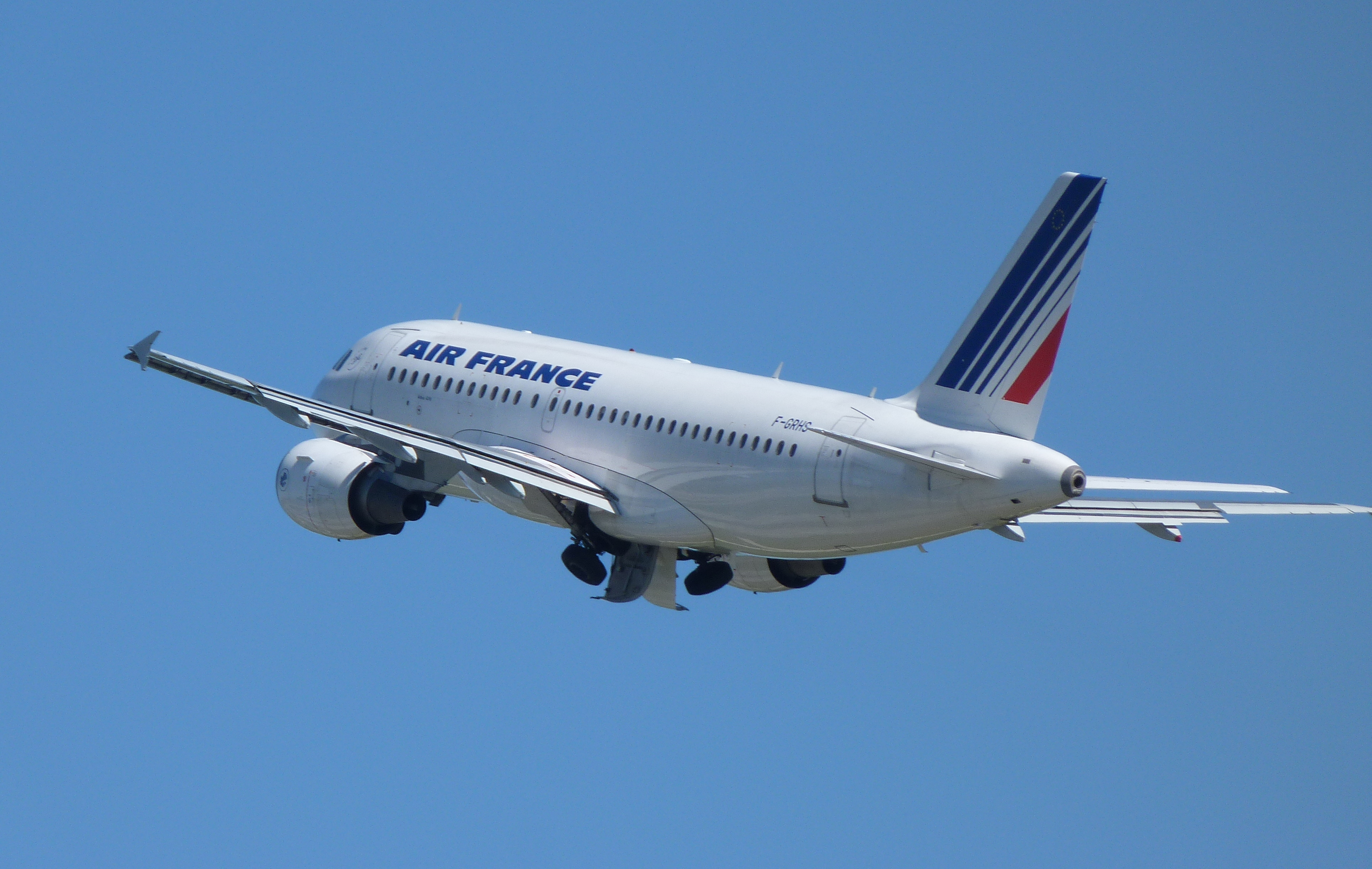
エールフランスのA319。

2018年末の時点で、A319の受注数は1,541機で、納入済みが1,475機、受注残が66機、1,269機が運航中である。1996年の納入開始から運航機数は増加を続けたが、2016年から減少に転じている。
2018年7月時点の統計によると、民間航空会社108社で1,297が運用されている。地域別で見ると、欧州の44社で548機、南北アメリカの26社で468機、アジア・太平洋地域の23社で242機、アフリカ・中東地域の15社で39機が運用されている。
同統計によると、A319の運用数が最大の航空会社はアメリカン航空で、その数は125機である。北米ではユナイテッド航空とデルタ航空が共に50機を超えるA319を運用している。欧州では、イージージェットとイージージェット・ヨーロッパが合わせて約120機、ブリティッシュ・エアウェイズが43機、ユーロウイングスが42機、エールフランスが35機を運用している。アジアでは中国国際航空と中国東方航空が30機以上を運用している。変わったところではオーストラリア南極局が輸送委託しているスカイトレーダーという会社が南極大陸にA319LRで乗り入れている。
| 受注数 | 1,541 | 1,541 | 27   | 8    | 5    | 3    | 33   | 26   | 48   | 7    |  |  |  |
| 納入数 | 1,475 | 1,475 | 8    | 10   | 4    | 24   | 34   | 38   | 38   | 47   |  |  |  |
|        |       |       |      |      |      |      |      |      |      |      |  |  |  |
|        | 2010  | 2009  | 2008 | 2007 | 2006 | 2005 | 2004 | 2003 | 2002 | 2001 |  |  |  |
| 受注数 | 37    | 53    | 42   | 72   | 122  | 126  | 92   | 70   | 169  | 45   |  |  |  |
| 納入数 | 51    | 88    | 98   | 105  | 137  | 142  | 87   | 72   | 85   | 89   |  |  |  |
|        |       |       |      |      |      |      |      |      |      |      |  |  |  |
|        | 2000  | 1999  | 1998 | 1997 | 1996 | 1995 | 1994 | 1993 | 1992 |      |  |  |  |
| 受注数 | 87    | 62    | 100  | 180  | 47   | 30   | 44   | 0    | 6    |      |  |  |  |
| 納入数 | 112   | 88    | 53   | 47   | 18   | 0    | 0    | 0    | 0    |      |  |  |  |

## 事件・事故
2024年4月現在において、A319に関する機体損失事故は4件発生しているものの、死者を伴う事故や事件は発生していない。
- 2003年1月19日、ニューヨークのラガーディア空港で発生した[88]。事故機はノースウエスト航空のA319で、整備員の操縦により地上走行していたところ、不適切なスロットル操作のためにボーディングブリッジおよび駐機中の他機に接触した[88]。事故機は修理不能となり登録抹消された[88]。
- 2010年9月24日、ウィンドジェット243便がイタリアのファルコーネ・ボルセリーノ国際空港（パレルモ空港）に着陸しようとしたところ、悪天候と乗員の不適切な対応が重なって滑走路の手前に接地した[89]。乗客34人が負傷し、機体は全損扱いとなった[89]。
- 2022年5月12日、チベット航空9833便が中国の重慶江北国際空港で離陸を中止し、滑走路を逸脱して火災が発生した。乗客36人が脱出中に軽傷を負った。機体は修理不能で全損扱いとなった。

## 主要諸元
| 運航乗務員数               | 2名                                      | 2名                                      |             |
| 標準座席数                 | 110 - 140席                              | 120 - 150席                              |             |
| 最大座席数                 | 156席                                    | 160席                                    |             |
| 全長                       | 33.84 m                                  | 33.84 m                                  |             |
| 全幅                       | 34.10 m（シャークレット装備機は35.80 m） | 34.10 m（シャークレット装備機は35.80 m） |             |
| 全高                       | 11.76 m                                  | 11.76 m                                  |             |
| 胴体幅                     | 3.95 m                                   | 3.95 m                                   |             |
| 胴体高                     | 4.14 m                                   | 4.14 m                                   |             |
| 最大離陸重量 (MTOW)        | 64.0 - 76.5 t                            | 64.0 - 75.5 t                            |             |
| 最大着陸重量 (MLW)         | 61.0 - 62.5 t                            | 62.8 - 63.9 t                            |             |
| 最大無燃料重量 (MZFW)      | 52.0 - 58.5 t                            | 58.8 - 60.3 t                            |             |
| 貨物室有効容積             | 27.66 m3                                 | 27.66 m3                                 |             |
| エンジン (x2)              | CFMI CFM56またはIAE V2500                | CFM LEAP-1A                              | CFM LEAP-1A |
| エンジン推力 (x2)          | 98–120 kN (22,000–27,000 lbf)            | 107–121 kN (24,000–27,000 lbf)           |             |
| 最大巡航速度               | マッハ0.82                               | マッハ0.82                               |             |
| 航続距離                   | 5,950 km†1                               | 7,400 km                                 |             |
| - †1：シャークレット装備型 |                                          |                                          |             |

| 型名      | エンジン型名                                                    | 型名証明取得日 | 型名証明取得日 |
| 型名      | エンジン型名                                                    | EASA           | FAA            |
| --------- | --------------------------------------------------------------- | -------------- | -------------- |
| A319-111  | CFM 56-5B5 CFM 56-5B5/P CFM 56-5B5/3                            | 1996年4月10日  | 1997年6月20日  |
| A319-112  | CFM 56-5B6 CFM 56-5B6/2 CFM 56-5B6/P CFM 56-5B6/2P CFM 56-5B6/3 | 1996年4月10日  | 1997年6月20日  |
| A319-113  | CFM 56-5A4 CFM 56-5A4/F                                         | 1996年5月31日  | 1997年6月20日  |
| A319-114  | CFM 56-5A5 CFM 56-5A5/F                                         | 1996年5月31日  | 1997年6月20日  |
| A319-115  | CFM 56-5B7 CFM 56-5B7/P CFM 56-5B7/3                            | 1999年7月30日  | 2002年10月22日 |
| A319-131  | V2522-A5                                                        | 1996年12月18日 | 1997年6月20日  |
| A319-132  | V2524-A5                                                        | 1996年12月18日 | 1997年6月20日  |
| A319-133  | V2527M-A5                                                       | 1999年7月30日  | 2002年10月22日 |
| A319-151N | LEAP-1A24                                                       | 2018年12月14日 | 2018年12月19日 |
| A319-153N | LEAP-1A26 LEAP-1A26E1                                           | 2019年5月20日  | 2020年1月23日  |
| A319-171N | PW1124-JM                                                       | 2019年11月29日 | 2019年12月17日 |